# Evan Hayes
Evan Hayes (* 21. September 1978 in Gloucester, Massachusetts) ist ein US-amerikanischer Filmproduzent. Er gewann bei der Oscarverleihung 2019 einen Oscar für seine Produktion der Kletter-Dokumentation Free Solo.

## Leben
Hayes besuchte die Phillips Exeter Academy und studierte anschließend an der University of Southern California’s School of Cinematic Arts. Seine Karriere begann bei Philip Steuer und in der Finanzabteilung von Paramount Pictures. Anschließend wechselte er zu Working Title Films, wo er als Produzent unter anderem an Produktionen wie Burn After Reading – Wer verbrennt sich hier die Finger? (2008), A Serious Man (2009) und Everest (2015) beteiligt war.
Anschließend folgten einige Jahre als Produktionspräsident bei Story Mining & Supply Co., wo er für die Fernsehserie Outlander verantwortlich zeichnete. Die gleiche Stelle hatte er anschließend bei Parkes+MacDonald/Image Nation. Zu seinen bekanntesten Werken dort zählt The Circle (2017) und der Dokumentarfilm Malala – Ihr Recht auf Bildung (2015).
Evan Hayes gehört seit 2018 der Filmproduktionsgesellschaft Ace Content an.  Für diese produzierte er den Film Free Solo, für den er gemeinsam mit Shannon Dill, Elizabeth Chai Vasarhelyi und Jimmy Chin einen Oscar, einen Primetime Emmy sowie einen British Academy Film Award erhielt.